# La ciudad de los libros soñadores
La ciudad de los libros soñadores es una novela escrita por Walter Moers. La novela es actualmente la cuarta en la serie de libros Zamonianos. El libro está dividido en dos partes, narrado en primera persona.

## Argumento

### Primera parte: El legado de Danzarote
La novela cuenta las aventuras de Hildegunst von Mythenmetz, un dragón proveniente de La Fortaleza de los Dragones. Después de la muerte de su padrino literario, Danzarote Tornasílabas (que por tradición todo dragón debía tener para ser educado en la literatura Zamónica), éste confiesa a Mythenmetz que hace tiempo recibió un manuscrito que podía denominarse como perfecto. Revela que a causa de ello se dedicó a escribir acerca de la coliflor, encontrándose a sí mismo incompetente ante tal escritor. Danzarote, antes de morir, le dice que insensatamente lo mandó a Bibliópolis, la ciudad de los libros soñadores.
Mythenmetz encuentra el manuscrito mientras acomoda y sacude los libros que su padrino le había dejado.
Después de leer el manuscrito, Mythenmetz decide ir en busca de tan talentoso escritor en Bibliópolis. Intentando encontrarlo, Mythenmetz muestra el manuscrito a Hachmed Ben Mirón e Inazea Anazazi, dueños de librerías especializadas. Ambos terminan echándolo de sus tiendas y le instan a no volver nunca.
En uno de sus tantos días en la ciudad, mientras tomaba café y leía una autobiografía de Colophonius Rayo de lluvia, conoce a Claudio Arco de Arpa, un agente literario que le recomienda visitar a Phistomefel Smeik. Myhtenmetz decide visitar a Smeik, quien revisa el manuscrito y promete ayudar al dragón a encontrar el escritor. Mientras tanto, Mythenmetz es invitado a un concierto de Trompebones, en el cual es inducido a un estado hipnótico y termina comprando libros del triple círculo sin criterio.
Al día siguiente, Mythenmetz visita de nuevo a Smeik, quien proclama haber encontrado al escritor. Smeik lo lleva a través de su casa, por pasillos que llevaban finalmente a una biblioteca antigua, herencia de su familia.
Mythenmetz es engañado por Sheik y envenenado a su vez con un libro que lo induce a un largo sueño. Cuando despierta se encuentra en un lugar desconocido, y Smeik le explica que sabe demasiado como para dejarlo vivir. El villano revela que odia las artes y que le parecen una pérdida de tiempo. Dentro de sus planes malévolos está el absolutismo de los trompebones y la erradicación de las artes.

### Segunda parte: Las Catacumbas de Bibliópolis
Cuando Mythenmetz despierta descubre que Smeik le ha dejado el manuscrito y que pretende dejarlo morir en las catacumbas de Bibliópolis.
A causa de descuidos, Mythenmetz se adentra más en las profundidades de las catacumbas, encontrándose con los terribles librillos (criaturas que gozan leer) y viviendo con ellos durante varios meses. Los librillos son cíclopes de pequeño tamaño que acostumbraban adoptar la personalidad de escritores famosos, leyendo todos sus libros y aprendiéndolos por completo.
Repentinamente el cuartel de los librillos es atacado y destruido por los cazadores de libros, quienes encuentran al dragón y advierten que Smeik ha ofrecido una recompensa para quien lo mate.
Mythenmetz es salvado por Ojahn Golgo van Fontheweg, quien lo dirige a un sistema de rieles subterráneo hecho por los gnomos oxidados mucho tiempo atrás.
Mythenmetz es encontrado a continuación por el Rey de las Sombras, un monstruo temido dentro de las catacumbas que, según Rayo de Lluvia, era amistoso. Mythenmetz encuentra un rastro de papeles con escritura desconocida que lo llevan hasta el Palacio de la Sombras. Una vez allí, Homunkoloso, el Rey de las Sombras, cuenta su historia: era un humano, dueño del magnífico escrito que Mythenmetz llevaba en su bolsillo. Un día envió una carta a Danzarote, pidiendo consejo sobre qué hacer con su manuscrito, y éste lo dirigió a Bibliópolis. Homunkoloso conoció a Arco de Arpa, y éste lo llevó con Smeik, quien aplicó la misma treta del libro envenenado. Smeik no se limitó a matarlo, sino que experimentó con él y lo convirtió en un monstruo, cercenando las partes de su cuerpo y dándole un cuerpo de papel que podía incendiarse con la luz del sol y la luna. Cuando Homunkoloso pide una explicación, Smeik responde que su escritura es de calidad, y que él necesita que la gente lea basura y literatura que sea voluptuosa pero que no diga nada a su vez.
Días después Homunkoloso enseña a Mythenmetz como alcanzar el Orm, que es la máxima inspiración.
El dragón, ansioso por regresar a la superficie, ofrece a Homunkoloso subir con él y vivir en el hábitat artificial que Rayo de Lluvia había creado para estudiarlo. Al principio Homunkoloso se enfurece, pero luego acepta, con el motivo personal de querer asesinar a Smeik.
Ambos llegan a la superficie, encontrándose con Anazazi y Mirón. Ambos confiesan haber sido cómplices de Smeik, y que gracias a que Mythenmetz les mostró el manuscrito fueron salvados de un trance hipnótico inducido por Smeik. Entre los dos, cuentan que Smeik asesinó a su tío poco después de descubrir la biblioteca secreta de los Smeik, que utilizó sus conocimientos e hipnotizó a todo librero con los conciertos de trompebones gratuitos. Fue así como Smeik se hizo dueño de Bibliópolis.
Intentando repara el mal que hicieron, Mirón elimina el laberinto que protegía a Smeik. Una vez en la biblioteca de Smeik, Mythenmetz y Homunkolso son atacados por cazadores de libros, los cuales son asesinados gracias a los librillos, quienes usaron sus poderes hipnóticos para hacer que se destruyeran unos a otros.
Al llegar con Smeik, Homunkolos degolló a Arco de Arpa en su intento de quemarlo; después, voluntariamente, Homunkoloso abrió las cortinas y dejó que lo toque la luz del sol, incendiándolo por completo. Homunkoloso caza a Smeik y, junto con su casa, ambos desaparecen entre las llamas.
Mythenmetz, aunque cautivado, reaccionó y salvo uno de los libros valiosos que Smeik guardaba en su casa: El libro sangriento. Después huye de Bibliópolis.
- Datos: Q362314